# Heinrich Martin Weber
Heinrich Martin Weber (Heidelberg, Gran Ducado de Baden, 5 de marzo de 1842-Estrasburgo, Imperio alemán, 17 de mayo de 1913) fue un matemático alemán. Sus principales campos de trabajo fueron el álgebra, la teoría de números y el análisis matemático. Es conocido por su texto Lehrbuch der Algebra, publicado en 1895, y por su abundante investigación en álgebra y teoría de números. Su obra Theorie der algebraischen Functionen einer Veränderlichen (escrita junto con Dedekind) estableció los fundamentos algebraicos de las superficies de Riemann, permitiendo una formulación puramente algebraica del teorema de Riemann-Roch. Publicó numerosos artículos de investigación, la mayoría de ellos en Crelle's Journal o Mathematische Annalen. Fue el editor de las obras reunidas de Riemann.
Nació en Heidelberg, parte del Gran Ducado de Baden, y comenzó sus estudios en la Universidad de Heidelberg en 1860. En 1866, obtuvo su primer puesto docente, y en 1869 fue nombrado profesor extraordinario en la misma universidad. También fue profesor en el Instituto Politécnico Federal de Zúrich, en la Universidad de Königsberg y en la Technische Hochschule de Charlottenburg. Su último puesto como profesor fue en la Universidad de Estrasburgo, en Alsacia-Lorena, donde falleció.
En 1893, en Chicago, su artículo Zur Theorie der ganzzahligen algebraischen Gleichungen fue leído (aunque no por él) en el Congreso Internacional de Matemáticos celebrado junto a la Exposición Mundial Colombina. En 1895 y 1904 fue presidente de la Deutsche Mathematiker-Vereinigung. Entre sus estudiantes doctorales estuvieron Heinrich Brandt, E. V. Huntington, Louis Karpinski, y Friedrich Levi.